# Reinier ter Avest
Reinier Willem ter Avest (Hellendoorn, 20 juli 1945) is een Nederlands politicus van het CDA.
In 1984 werd ter Avest benoemd tot gemeentesecretaris van Emmen, in welke gemeente hij daarvoor hoofd van de afdeling Stadsontwikkeling was.
In 1990 werd hij burgemeester van Ommen en bij de gemeentelijke herindeling van 1 januari 1998 werd Ter Avest burgemeester van de gemeente Middenveld die toen ontstond uit de samenvoeging van de gemeenten Beilen, Smilde en Westerbork. In 2000 werd de naam van die gemeente veranderd in Midden-Drenthe. In januari 2009 ging hij vervroegd met pensioen. Ter Avest heeft naast zijn burgemeesterschap vele maatschappelijke en politieke functies bekleed. Bij zijn afscheid werd hij benoemd tot Ridder in de Orde van Oranje-Nassau.